# Superior (Wyoming)
Pour les articles homonymes, voir Superior.
Superior est une municipalité américaine située dans le comté de Sweetwater au Wyoming.
Lors du recensement de 2010, sa population est de 336 habitants. La municipalité s'étend sur 1,09 milles carrés (2,82 km2).

## Histoire

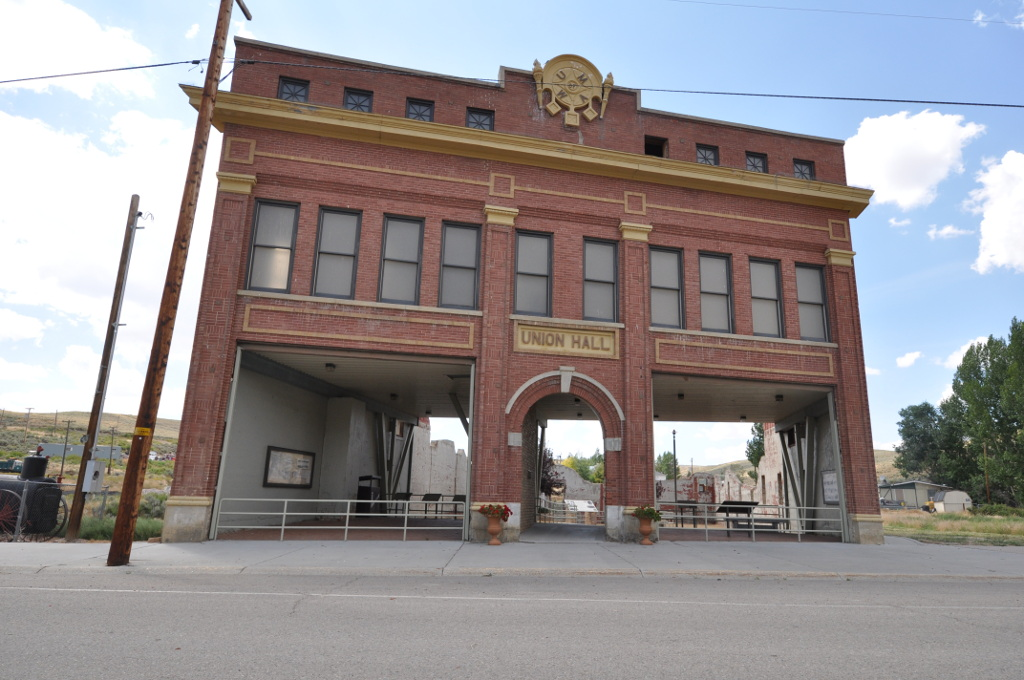
Le South Superior Union Hall.

À l'aube du XXe siècle, un campement s'implante sur le site actuel de Superior pour exploiter le charbon local. La localité porte le nom de Reliance jusqu'en 1906. En 1911, North Superior et South Superior (ou White City) fusionnent pour former la municipalité de Superior. Superior atteint son pic de population au milieu du siècle. Avec la fermeture de ses mines, Superior voit par la suite sa population progressivement décroitre.
Depuis 1983, la Chambre des syndicats de South Superior (en anglais : South Superior Union Hall) est listée au Registre national des lieux historiques.